# حماض شائك
حماض شائك أو حنزاب أو خروع البلاد أو عنبصيص أو الحمباز أو الحمبزان أو الركبة أو ضرس العجوز أو حماض(الاسم العلمي: Rumex spinosus)، هو نبات عشبي حولي من فصيلة البطباطية. موطنه المناطق الدافئة وينبت في التربة الرملية ثم انتشر لاحقًا إلى أماكن أخرى النبات ذو سيقان تميل للون الأحمر وطولها 60 سم، أوراقه معنقة بيضوية مستطيلة الشكل وطولها ما بين 1.5 إلى 10 سم وعرضها ما بين 1 إلى 7 سم. أزهار النبته تظهر بلون أخضر بلا رائحة تنمو ثمار النبات داخل كأس شوكاني أحمر.